# The Expedition of Humphry Clinker
The Expedition of Humphry Clinker, of kortweg Humphry Clinker, is een briefroman van Tobias Smollett, voor het eerst gepubliceerd in 1771. Het werk is een satirische schelmenroman en werd slechts drie maanden vóór Smolletts dood uitgegeven.

## Achtergrond
Humphry Clinker is opgebouwd als een collectie brieven van zes personen die een lange reis door Groot-Brittannië maken, als de entourage van Squire Matthew Bramble, een heer uit Wales die over alles en iedereen zijn misantropische gal spuwt, terwijl hij, geplaagd door een zwakke gezondheid, diverse kuuroorden bezoekt en op zijn tocht door Engeland en Schotland allerhande vreemde mensen ontmoet en in intriges belandt. Het titelpersonage Humphry Clinker wordt hierbij weliswaar vermeld, maar behoort zelf niet tot de briefschrijvers en komt zodoende nooit rechtstreeks aan het woord, behalve wanneer anderen hem citeren. De eerste editie verscheen in Londen bij W. Johnston en B. Collins. Humphry Clinker bestaat uit drie delen en was Smolletts laatste werk. Het geldt als de laatste van zijn drie grote romans, respectievelijk Roderick Random, The Adventures of Peregrine Pickle en The Expedition of Humphry Clinker. Tersluiks bevat laatstgenoemde roman verwijzingen naar personages die in Peregrine Pickle aan bod kwamen, zodat men ook dat boek gelezen moet hebben om de referentie te begrijpen.
In The Expedition of Humphry Clinker biedt Smollett een panorama van het Britse leven in het midden van de 18de eeuw. De meeste personen die terloops vermeld worden, hebben echt bestaan, en ook Smollett zelf komt aan bod, alsmede zijn broer. Het boek bevat talloze verwijzingen naar hoogleraren, politici, priesters, dichters en notoire volksfiguren uit die tijd; de beschrijvingen van bezochte steden zijn meestal voldoende accuraat om de huizen en etablissementen te achterhalen waar het in de roman over gaat en die Smollett persoonlijk kende. Door toedoen van de 17de- en 18de-eeuwse gewoonte om eigennamen van personen af te korten en slechts hun initialen te vermelden, vergt een hedendaagse lezing van het werk evenwel een grondige vertrouwdheid met de bekende personen van destijds, dan wel een uitgebreid notenapparaat met verklaringen. Ten tijde van Smollett was de vereniging van Engeland en Schotland door de Act of Union nog een vrij recente gebeurtenis, die tot een grote zuidwaartse migratie van Schotten had geleid. Zij werden geregeld wantrouwend ontvangen, al stonden ze op sommige vlakken hoog in aanzien, bijvoorbeeld wat de geneeskunde betrof. Omgekeerd bezochten echter maar weinig Engelsen Schotland en heerste onder de Engelse bevolking in het algemeen een relatieve onwetendheid omtrent de Schotse cultuur en tradities. Tobias Smollett was zelf een naar Engeland uitgeweken Schot en arts van opleiding, en in Humphry Clinker valt te merken dat de vooroordelen jegens zijn landgenoten hem ergerden. Tezelfdertijd spreekt Matthew Bramble, die als hoofdpersonage beschouwd kan worden, zich zeer sterk uit tegen kwakzalverij en de naïviteit waarmede bezoekers van kuuroorden zich in uiterst onhygiënische omstandigheden lieten behandelen. Het boek vormde een manier voor Smollett om af te rekenen met wat hij als maatschappelijke misstanden beschouwde en zijn kritiek over politiek en samenleving te spuien, bij monde van zijn personages.

## Vertelstructuur
De zes briefschrijvers die in het boek aan bod komen, hebben allen een zeer verschillend karakter en sterk uiteenlopende intellectuele vaardigheden. Door opzettelijk spelfouten, slechte grammatica en verbasterde dialectuitdrukkingen te gebruiken, creëert Smollett een humoristisch effect: vooral de brieven van Tabitha Bramble staan bol van de malapropismen en ‘ongewild’ obscene toespelingen. Naarmate de correspondentie zich ontplooit, worden talloze andere personages besproken en kan men de trektocht van het gezelschap door verschillende steden en dorpen volgen. De brieven worden nooit beantwoord.

### Briefschrijvers
Squire Matthew BrambleMatthew Bramble is heer van Brambleton Hall in Monmouthshire. Hij schrijft brieven aan zijn arts, Dr Lewis, waarin hij zijn medische toestand, zijn reizen en zijn lotgevallen vertelt. Squire Bramble was vroeger lid van het House of Commons en kent onder andere Lord Bute, de gewezen eerste minister. Hij doorreist Groot-Brittannië om wat aan zijn gezondheid te doen: hij lijdt naar eigen zeggen aan jicht en diverse darmproblemen, doch volgens zijn neef Jery is de squire vooral een hypochonder. Matthew schrijft lange epistels in volzinnen, waarin hij over geschiedenis, architectuur, filosofie en politiek uitweidt. Hij heeft geen hoge dunk van het modieuze leven onder de society; Bramble is meestal nors en gemelijk.
Jery MelfordJery is Brambles jonge neef en vormt na hem de belangrijkste verteller in de roman. Hij schrijft zijn brieven aan Sir Watkin Phillips, zijn studiegenoot aan het Jesus College van de Universiteit van Oxford. In tegenstelling tot zijn oom is hij zeer onder de indruk van de bals, de feestelijke spektakels in onder andere Vauxhall en Ranelagh Gardens en het uiterlijke vertoon van de bovenklasse in de trendy etablissementen waar het gezelschap heen trekt. Hij drinkt veel, gokt veel en vertoeft graag in de ietwat informelere kringen. Jery stelt zich zeer beschermend op tegenover zijn zuster Lydia en haat haar minnaar Wilson, die hij zelfs wil vermoorden.
Tabitha BrambleTante Tabby is Matthews zuster. Gedurende het grootste gedeelte van de roman is ze wanhopig op zoek naar een man; ze poogt iedere vrijgezel die ze tegenkomt te verleiden, wat haar familie meestal uiterst gênant vindt. Ze is reeds een eind in de veertig en draagt kleding die medio 18de eeuw ouderwets gevonden werd, met onder andere de hoog opgestoken pruiken die toentertijd al in onbruik waren geraakt. Tabitha schrijft schabouwelijk Engels en begaat daarbij voortdurend vergissingen die een schunnige dubbele bodem teweegbrengen. Ze is arrogant, lichtgeraakt en gierig, en alle anderen hebben eigenlijk een hekel aan haar.
Lydia MelfordLiddy is de zus van Jery en hopeloos verliefd op ene mysterieuze Wilson, naar verluidt een acteur. Haar broer vindt Wilson absoluut geen geschikte partij en is ervan overtuigd dat hij haar eerbaarheid heeft aangerand. De brieven van Lydia zijn in correct Engels geschreven en vertonen belezenheid, maar zijn zeer sentimenteel omdat Lydia door liefdesverdriet geplaagd wordt. Ze schrijft aan Lætitia Willis, haar beste vriendin, die in Gloucester woont, en aan dier gouvernante, Mrs Jermyn.
Winifred JenkinsWin is Tabitha’s dienstmeid en schrijft nauwelijks leesbare berichten aan haar collega Mary Jones in Brambleton Hall. Winifred is een eenvoudige geest en krijgt geregeld een zenuwcrisis. Ze heeft een oogje op Humphry Clinker.
‘Wilson’Eén brief komt van de mysterieuze Wilson en is gericht aan zijn geliefde Lydia Melford. Hij achtervolgt het gezelschap door het gehele land heen, waarbij hij van verschillende vermommingen gebruikmaakt, teneinde een glimp van haar op te vangen.

### Verhaal
Matthew Bramble en zijn gezelschap trekken vanuit Wales naar Gloucester en van daaruit naar Bristol. Bramble beklaagt zich over zijn vermeende waterzucht. Lydia schrijft een brief aan Mrs Jermyn, waarin ze om vergiffenis vraagt omdat ze in een onverkwikkelijke affaire met een acteur genaamd Wilson is verstrikt geraakt. Het gezelschap trekt verder naar Bath en ontmoet er ene Sir Ulic Mackilligut, die een prooi voor Tabitha Bramble wordt. Jery zweert de acteur Wilson te pakken te krijgen omdat die het op zijn zuster gemunt heeft. Tabitha heeft een zeer agressieve hond, Chowder, die eenieder aanvalt.
In Bath ergert Bramble zich aan de weerzinwekkende hygiënische omstandigheden van de badhuizen aldaar. Het gezelschap krieuwelt van de oppervlakkige idioten en modegekken, alsook allerhande kwakzalvers die niet werkende medicijnen trachten te slijten. Ze ontmoeten de beroemde acteur James Quin, tot wie Tabitha toenadering zoekt. Squire Bramble heeft genoeg van de stad: „Bath is become a mere sink of profligacy and extortion” (Bath is niets dan een sterfput voor spilzucht en afpersing geworden). Desalniettemin spijt het hem dat hij zijn nieuwe vriend moet achterlaten, de landschapsschilder John Taylor.
Vanuit Bath trekken ze verder naar Londen. Onderweg kantelt de koets op de North Wessex Downs nabij Marlborough; Chowder, Tabitha’s hond, geraakt in paniek en bijt Matthew in de arm. Hun ingehuurde postiljon redt de inzittenden uit de koets, en in zijn haast zakt zijn broek af, zodat Tabitha en Winifred zijn achterwerk zien. Tabitha is extreem verontwaardigd omtrent de onbeschaamdheid van de koetsier en eist dat Matthew hem bestraft. Wanneer de squire de man ontbiedt, krijgt hij medelijden met hem. Hij zegt dat zijn naam Humphry Clinker luidt, dat hij een arme wees uit Wiltshire is en als kind door een smid werd geadopteerd. Hij bezit slechts één hemd.
Om zijn zuster te tergen, besluit Matthew deze Humphry in dienst te nemen. Hij verplicht Tabitha tevens, afscheid van haar onhandelbare hond te nemen. Humphry Clinker is buiten zinnen van vreugde en dankbaarheid, en zweert zijn nieuwe meester overal te volgen en te beschermen. Vanaf dit moment wordt Clinker een vast personage in de roman. Algauw blijkt dat hij een manusje-van-alles is: hij kan paarden verzorgen, ketels lappen, koken en bandieten afwenden. Helaas blijkt hij ook een methodistisch predikant te zijn.
Het gezelschap trekt naar Londen, en blijkens zijn brieven stoort de squire zich hier aan alles en iedereen: het is er te druk, er is te veel lawaai en het eten dat op de markten verkocht wordt, is vies en verre van vers; Matthew heeft heimwee naar zijn landgoed in Wales. Hij heeft sterke kritiek op het feit dat Londen dermate explosief aan het groeien is, dat het alle omringende dorpen opslokt. Talloze mensen die te lui zijn om op het platteland te werken, trekken naar de hoofdstad in de hoop een gemakzuchtig leven te kunnen leiden; de meesten belanden echter in de armoede of de criminaliteit. Een vriend van Jery, Mr Barton, nodigt Matthew en Jery uit in St. James's Palace. Daar zien ze diverse politici, onder wie Lord Bute, Willem van Cumberland, Koning George III en Koningin Charlotte, William Pitt de Oudere, diens schoonbroer Richard Grenville-Temple en Brambles oude vriend Thomas Pelham-Holles, die als zeer verward en excentriek wordt afgeschilderd.
Matthew ontdekt dat Tabitha en Winifred preken van Humphry Clinker bijwonen, waarin hij onder andere voor geheelonthouding pleit. Bramble, een man van de wetenschap, is zeer misnoegd en verontrust omdat zijn gezinsleden door obscurantistische onzin gemanipuleerd dreigen te worden. Hij vermaant Clinker, die belooft dat hij de anderen niet langer zal trachten te beïnvloeden. Winifred Jenkins, die zich de aanblik van Clinkers achterwerk nog goed herinnert, geraakt evenwel in de ban van hem. Mr Barton dingt naar de hand van Lydia, maar door een misverstand denkt Tabitha dat hij met háár wil huwen. Matthew Bramble is uitgenodigd op een feest bij de gewezen eerste minister, Thomas Pelham-Holles. Jery gaat tevens bij een bekende schrijver op bezoek (namelijk Tobias Smollett zelf), die elke zondag een groep dichters bij hem thuis ontvangt. De aanstellerigheid van de auteurs werkt echter op zijn zenuwen.
Clinker wordt onterecht van een roofoverval beschuldigd; door zijn geloofsovertuiging is het hem echter verboden een eed te zweren, en hij wordt bijna veroordeeld. Bramble ziet zich genoodzaakt, zijn knecht vrij te pleiten. In de gevangenis houdt Clinker preken aan zijn medegevangenen. De ware misdadiger, die Martin heet, wordt enige tijd een vriend des huizes nadat hij helpt om Clinker vrij te krijgen. Martin begeleidt het gezelschap op zijn tocht naar het noorden en is vastberaden het leven als rover vaarwel te zeggen.
Bramble en zijn entourage arriveren in Harrogate, alwaar ze ene meester Micklewhimmen ontmoeten, een Schots advocaat die doet alsof hij zwaar ziek is. Wanneer ’s nachts echter brand uitbreekt, blijkt dat hij heel goed kan lopen en als eerste de vertrekken verlaat. Daarop vervolgen ze hun tocht naar Scarborough, waar de squire in zee gaat zwemmen. Clinker denkt dat Matthew aan het verdrinken is, en trekt hem met alle geweld uit het water. Hierop wordt Bramble door de hele stad bespot. De rover Martin duikt opnieuw op; Bramble geeft hem een aanbevelingsbrief voor de zeemacht mee, opdat hij zijn geluk in India kan beproeven en een eerlijk bestaan kan leiden.
In Durham ontmoeten ze een gepensioneerde Schotse officier die Obadiah Lismahago heet. Hij is extreem mager en rijdt op een oud, afgeleefd paard, waardoor hij op Don Quichot lijkt. Lismahago is een arm man en buitengewoon twistziek; hij voert eindloze conversaties met Bramble, met wie hij het over van alles en nog wat oneens is. Hij heeft in Amerika bij de stam der Miami gewoond en was met een squaw genaamd Squinkinacoosta gehuwd.
Ter hoogte van Berwick-upon-Tweed begint Tabby toenaderingspogingen tot kapitein Lismahago te ondernemen. Squire Bramble wil nog verder noordwaarts trekken, en het hele gezelschap gaat naar Edinburgh. Op een danspartij duikt een zekere heer Gordon op, die als twee druppels water op Wilson lijkt (en waarschijnlijk gewoon Wilson is). Lydia is geschokt en belandt in een crisis. Jery heeft door dat ze Wilson nog steeds niet uit haar hoofd heeft kunnen zetten.
In Argyllshire wonen Matthew en Jery een Schotse begrafenis bij en luisteren naar doedelzakmuziek. Ze ontmoeten de broer van Smollett en overnachten in zijn huis. Smollett geeft hun een gedicht mee, Ode to Leven-Water. Ze bezoeken de Binnen-Hebriden en gaan jagen in de heuvels. Matthew valt op dat de plaatselijke taal goed op Welsh lijkt. Ze besluiten uiteindelijk via Glasgow terug zuidwaarts te trekken, aangezien de winter in aantocht is. De frisse lucht en het verse voedsel doen Squire Bramble goed; hij klaagt niet meer over zijn gezondheid en voelt zich beter dan ooit tevoren. Lismahago wordt uitgenodigd, de winter in Brambleton Hall door te brengen; Jery en Matthew begrijpen dat hij een potentiële huwelijkskandidaat voor Tabitha is, en op die wijze zouden ze eindelijk van haar verlost kunnen worden.
Tijdens hun terugweg langs de heuvels van Derbyshire volgt er een uitweiding over Mr Baynard, een oude vriend van Matthew Bramble, die aanvankelijk rijk was, maar door toedoen van de spilzucht van zijn vrouw aan de rand van de afgrond is geraakt. Hierin zet Bramble (en dus Smollett) zijn ideeën over een goed huishouden uiteen, waarbij hij voor kweek van eigen bodem pleit en tegen het in dienst nemen van allerhande buitenlands dienstpersoneel. Brambles ideaal is een rurale idylle van autarkie. Wanneer Baynards vrouw overlijdt, is hij kapot van verdriet; Bramble heeft grote moeite om hem duidelijk te maken dat zij de oorzaak van zijn ongeluk was. Om zijn oude vriend te helpen, reorganiseert Bramble het landgoed. Daarnaast overnachten ze nog bij Thomas Bullford, een vrolijke kerel die van practical jokes houdt en ’s nachts opzettelijk een kleine brand in zijn huis sticht.
Wilson duikt opnieuw op, en nu heeft Jery er genoeg van; hij laat hem een bericht bezorgen waarin hij hem tot een duel uitdaagt. Er duikt echter een andere heer op het duel op, die eveneens Wilson heet. Jery verontschuldigt zich voor het misverstand; ze leren elkander kennen en worden geleidelijk aan vrienden.
Het verhaal kent twee ontknopingen. De eerste kentering volgt in een brief van Jery, waarin hij een ongeluk beschrijft. De koets waarin Tabitha, Winifred, Lydia en Matthew zich bevinden, kantelt en belandt in een rivier. In een heldhaftige daad duikt Humphry Clinker naar het wrak en haalt alle inzittenden eruit; Matthew Bramble is bewusteloos, want hij lag onderaan. Wanneer ze allen in een nabije herberg zijn ondergebracht en Matthew zich realiseert dat hij zijn leven aan zijn knecht te danken heeft, wil hij hem rijkelijk belonen. Er arriveert echter een mijnheer Dennison in de herberg, die Matthew nog van vroeger kent, toen ze beiden studenten waren. Matthew Bramble heette vroeger Matthew Loyd; hij heeft destijds de naam Bramble van zijn moeder aangenomen teneinde Brambleton Hall te kunnen erven. Hierop wordt Humphry heel verschrikt en haalt een oude ketting tevoorschijn met zijn geboorteakte erin. Humphry’s echte naam luidt eveneens Loyd; Clinker was de achternaam van de smid die hem adopteerde. In zijn jonge dagen had Matthew een affaire met een vrouw uit Wiltshire: het blijkt dus dat Humphry Clinker in werkelijkheid Matthews zoon is.
Bramble hernieuwt zijn vriendschap met zijn oude vriend Charles Dennison. Deze figuur vertegenwoordigt het tegengestelde van Baynard: Dennison heeft een oude boerderij gekocht en door jarenlange noeste arbeid een klein fortuintje voor zichzelf opgebouwd. Zijn vrouw en hij leven harmonieus samen, zonder overbodige luxe maar in degelijke economische omstandigheden.
De tweede ontknoping bevindt zich eveneens in een brief van Jery. Charles Dennison, Matthews oude vriend, heeft één buurman die tevens een goede vriend is, met name de schrandere mijnheer Wilson. Dit was de heer die door Jery abusievelijk tot een duel was uitgedaagd. De zoon van Charles Dennison heet echter George — en is de man die zich Wilson noemde en de familie Bramble door heel Groot-Brittannië had achternagezeten. Dit is voor Jery een enorme opluchting: de fameuze Wilson was George Dennison, een voorname heer; de eer van zijn zuster is dus niet in gevaar. Jery’s bewondering voor Dennison groeit zienderogen, en hij noemt hem zelfs een van de beste jongemannen die Engeland ooit heeft voortgebracht.
De roman eindigt zodoende met drie huwelijken: Tabitha trouwt met Lismahago, Lydia huwt met Dennison en na lang aandringen geeft Matthew zijn nieuw ontdekte zoon Humphry de toestemming met Winifred Jenkins te trouwen, ofschoon zij nu eigenlijk onder zijn stand leeft. Het misverstand omtrent Wilson, waardoor Lydia bij mevrouw Jermyn in ongenade was gevallen, wordt opgehelderd; Lydia’s vriendin Lætitia Willis krijgt de toestemming, het huwelijk bij te wonen. Zij trekt op haar beurt de aandacht van Jery Melford, maar of hieruit een relatie ontstaat, blijft in het ongewisse.
In de laatste brief stelt Winifred Jenkins — die thans dus Loyd heet — haar voormalige collega Mary Jones in Brambleton Hall gerust: ze zal niet uit de hoogte doen, zo lang Mary maar de nodige afstand bewaart.